# Koenigsegg Agera R
Koenigsegg Agera R är en tvådörrars sportbil med mittmotor av den svenska biltillverkaren Koenigsegg. Bilen började produceras år 2011 efter att ha presenterats i mars samma år vid internationella bilsalongen i Genève. Bilen är en specialversion av Koenigsegg Agera och kan köras med biobränsle eller 98 oktan. Agera R har slagit flera världsrekord för sin acceleration och topphastighet. Tillverkningen upphörde 2014.  
Agera S är en Agera R men optimerad för att ge maximal effekt på 98 oktan. Den hundrade bilen från fabriken är en Agera S och heter "Hundra. 

## Prestanda
Toppfarten är 447 kmh Eller 277,9 mph 
- 0–100 km/h på 2,4 sekunder
- 0-200 km/h på 7,8 sekunder
- 0-300 km/h på 14,53 sekunder
- 0-200-0 km/h på 12,6 sekunder
- 0-300-0 km/h på 21,19 sekunder
- Bromssträckan från 100-0 km/h är 30,5 meter